# Бретон де лос Эррерос, Мануэль
Мануэль Бретон де лос Эррерос (19 декабря 1796, Логроньо — 8 ноября 1873 года, Мадрид) — испанский драматург, автор большого количества популярных в своё время комедий.

## Биография
Мануэль Бретон де лос Эррерос получил образование в городе Мадриде. С 24 мая 1812 года сражался против французов в Валенсии и Каталонии, вышел в отставку в чине капрала 8 марта 1822 года. Он получил незначительную должность на государственной службе от либерального правительства, но его заработка от этой должности ему не хватало, поэтому он решил зарабатывать себе на жизнь сочинением пьес сцены.
Его первая пьеса, A la vejez viruelas, была поставлена 4 октября 1824 года; в период с октября 1824 по ноябрь 1828 года он написал 39 пьес, шесть из которых были оригинальными, а остальные представляли собой переводы или переделки классических шедевров драматургии. В 1831 году он опубликовал свой перевод сочинений Тибулла, чем приобрёл себе репутацию и назначение на должность суббиблиотекаря Национальной библиотеки. Театр, однако, оставался главным его интересом, и, за исключением нескольких пьес, почти все его комедии имели на сцене длительный успех.
Единственной серьёзной проблемой для него стал случай в 1840 году, когда более либеральное ранее правительство стало более консервативным и его пьеса La Ponchada, высмеивающая солдат Национальной гвардии, была подвергнута обструкции в высшем обществе. Он был уволен из национальной библиотеки и в течение некоторого времени был настолько непопулярным, что серьёзно думал об эмиграции в Америку, но вскоре та история была забыта, и в течение двух лет Бретон де лос Эррерос вновь стал известным и популярным драматургом. К поздним годам жизни он стал секретарём Испанской Академии и заслужил себе недобрую славу ссорами со своими коллегами-членами.
Бретон де лос Эррерос является автором около 360 оригинальных пьес, 23 из которых написаны в прозе, и признавался крупнейшим комедиографом Испании XIX столетия.